# Margarita Abella Caprile

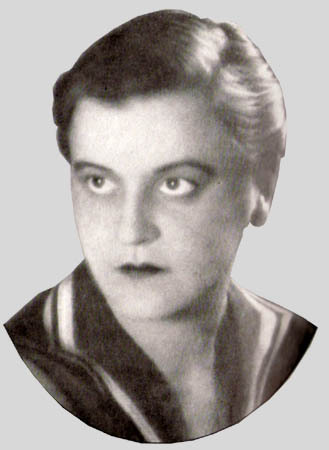
Margarita Abella Caprile

Margarita Abella Caprile (* 5. August 1901 in Buenos Aires; † 28. Oktober 1960 ebenda) war eine argentinische Schriftstellerin.
Abella Caprile stammte aus einer wohlhabenden alteingessenen Familie; ihr Urgroßvater mütterlicherseits war General Bartolomé Mitre.
Bereits in jungen Jahren begann sie zu schreiben und konnte auch schon als Jugendliche im Feuilleton verschiedener Zeitungen und Zeitschriften des In- und Auslandes veröffentlichen. Viele Jahre schrieb sie auch für La Nación, eine Zeitung, die von ihrem Vorfahr Mitre gegründet worden war.
Befreundet war Abella Caprile u. a. mit den Schriftstellerinnen Gabriela Mistral und Alfonsina Storni.
Sie war Mitglied im P.E.N.-Club Buenos Aires und dessen Schatzmeisterin.

## Rezeption
Mit ihrer Lyrikanthologie „Nieve“ konnte Abella Caprile erfolgreich debütieren, steht damit aber noch ganz im Schatten von Delmira Agustini. Von deren Metaphorik inspiriert, thematisiert Abella Caprile aber nie Agustiàs Erotismus. Sie thematisiert die Einsamkeit des Einzelnen, Sehnsucht und Erinnerung und auch teilweise (ähnlich wie Amado Nervo) eine mystisch übersteigerte Religiosität. Später fand sie dann aber zu ihrem eigenen Stil und trat damit aus dem Schatten ihrer Vorbilder.

## Ehrungen
- 1938 - Prémio Municipal

## Werke (Auswahl)
Lyrik
- El ábol derribado. 1955.
- Lo miré con lágrimos. 1950.
- Perfiles en la nièbla. 1923.
- Sombras en la mar. 1930.
- 50 Poesías. 1938.
- Sonetos. 1931.
- Nieve. 1919.

Werkausgabe
- Obras completas. 1964.[2]